# Музей Наталії Кобринської
Музей Наталії Кобринської — музей, розташований у місті Болехів у будівлі колишньої синагоги.

## Опис
Ініціатором створення музею був бібліотекар, краєзнавець Роман Скворій. Спочатку ним було організовано створення меморіального кутка Наталії Кобринської, а згодом і кімнати (1950—1964 рр.). Внесок у розбудову музею зробила також вчителька Тяпчанської школи Ольга Дучимінська.
Музей розташований біля центральної дороги в містечку. Приміщення музею первинно було споруджене єврейською громадою Болехова як божниця (синагога).
З 1970-х років тут розмістилася майстерня Болехівської ЗОШ № 1. Навпроти майстерні у 1990-х роках було встановлено погруддя Наталі Кобринської.
Експозиція музею розташована в одній великій залі.
Музей брав участь у проекті «Відкритий туризм: доступність відпочинку на Івано-Франківщині для осіб з особливими потребами».